# Copa Interclubes Kagame 2005
La Copa Interclubes Kagame 2005 fue la 31.ª edición de este torneo de fútbol a nivel de clubes de África organizado por la CECAFA y que contó con la participación de 10 equipos representantes de África Central y África Oriental.
El Villa SC de Uganda venció al campeón defensor APR FC de Ruanda en la final disputada en Tanzania para ganar el título por tercera ocasión.

## Fase de grupos

### Grupo A
| 23 de abril de 2005 | Elman FC             | 2:3 | Atlético Olympic FC                             | CCM Kirumba Stadium, Mwanza, Tanzania |  |
|                     | Ismail 2' · Abdi 15' |     | Ndikumana 23' · Ntadakero 40' · Akanakimana 90' |                                       |  |

| 23 de abril de 2005 | Simba SC | 0:1 | Villa SC    | CCM Kirumba Stadium, Mwanza, Kenia |  |
|                     |          |     | Mwalala 19' |                                    |  |

| 25 de abril de 2005 | Villa SC                                            | 5:0 | Elman FC | CCM Kirumba Stadium, Mwanza, Tanzania |  |
|                     | Mwalala 11', 23', 76' · Ssentongo 33' · Mutumba 80' |     |          |                                       |  |

| 25 de abril de 2005 | Rayon Sport                                 | 5:0 | Atlético Olympic FC | CCM Kirumba Stadium, Mwanza, Tanzania |  |
|                     | Mawa 2', 37', 88' · Yosam 13' · Uwimana 45' |     |                     |                                       |  |

| 27 de abril de 2005 | Elman FC | 0:1 | Rayon Sport | CCM Kirumba Stadium, Mwanza, Tanzania |  |
|                     |          |     | Abeid 15'   |                                       |  |

| 27 de abril de 2005 | Atlético Olympic FC | 0:0 | Simba SC | CCM Kirumba Stadium, Mwanza, Tanzania |  |
|                     |                     |     |          | Asistencia: 3.785 espectadores        |  |

| 29 de abril de 2005 | Rayon Sport | 0:0 | Villa SC | CCM Kirumba Stadium, Mwanza, Tanzania |  |
|                     |             |     |          | Asistencia: 426 espectadores          |  |

| 29 de abril de 2005 | Simba SC           | 2:0 | Elman FC | CCM Kirumba Stadium, Mwanza, Tanzania |  |
|                     | Mwakingwe 14', 84' |     |          |                                       |  |

| 1 de mayo de 2005 | Villa SC                     | 2:0 | Atlético Olympic FC | CCM Kirumba Stadium, Mwanza, Tanzania |  |
|                   | Balyesuja 11' · Ssetongo 77' |     |                     |                                       |  |

| 1 de mayo de 2005 | Simba SC         | 2:1 | Rayon Sport | CCM Kirumba Stadium, Mwanza, Tanzania |  |
|                   | Machupa 28', 84' |     | Abeid 43'   |                                       |  |

| Club                | G | E | P | GF | GC | Pts |
| ------------------- | - | - | - | -- | -- | --- |
| Villa SC            | 3 | 1 | 0 | 8  | 0  | 10  |
| Rayon Sport         | 2 | 1 | 1 | 7  | 2  | 7   |
| Simba SC            | 2 | 1 | 1 | 4  | 2  | 7   |
| Atlético Olympic FC | 1 | 1 | 2 | 3  | 9  | 4   |
| Elman FC            | 0 | 0 | 4 | 2  | 11 | 0   |

### Grupo B
| 24 de abril de 2005 | KMKM | 0:1 | Ulinzi Stars | Sheikh Amri Abeid Stadium, Arusha, Tanzania |  |
|                     |      |     | Otieno 24'   |                                             |  |

| 24 de abril de 2005 | Mtibwa Sugar FC | 1:1 | Awassa Kanema | Sheikh Amri Abeid Stadium, Arusha, Tanzania |  |
|                     | Mkangwa 87'     |     | Lameck 39'    |                                             |  |

| 26 de abril de 2005 | Awassa Kanema | 1:1 | Ulinzi Stars | Sheikh Amri Abeid Stadium, Arusha, Tanzania |  |
|                     | Ashamo 7'     |     | Baraza 44'   |                                             |  |

| 26 de abril de 2005 | APR FC                                     | 4:0 | KMKM | Sheikh Amri Abeid Stadium, Arusha, Tanzania |  |
|                     | Mulama 36', 54' · Kuyihula 48' · Bolla 52' |     |      |                                             |  |

| 28 de abril de 2005 | APR FC                  | 2:1 | Awassa Kanema | Sheikh Amri Abeid Stadium, Arusha, Tanzania |  |
|                     | Lomani 60' · Mulama 76' |     | Demeke 80'    |                                             |  |

| 28 de abril de 2005 | Ulinzi Stars           | 2:3 | Mtibwa Sugar FC              | Sheikh Amri Abeid Stadium, Arusha, Tanzania |  |
|                     | Simiyu 8' · Baraza 14' |     | Mkangwa 5', 90' · Kaniki 71' |                                             |  |

| 30 de abril de 2005 | APR FC                 | 2:0 | Ulinzi Stars | Sheikh Amri Abeid Stadium, Arusha, Tanzania |  |
|                     | Bolla 10' · Kitizo 55' |     |              |                                             |  |

| 30 de abril de 2005 | KMKM | 0:2 | Mtibwa Sugar FC  | Sheikh Amri Abeid Stadium, Arusha, Tanzania |  |
|                     |      |     | Mkangwa 18', 53' |                                             |  |

| 2 de mayo de 2005 | KMKM | 0:1 | Awassa Kanema | Sheikh Amri Abeid Stadium, Arusha, Tanzania |  |
|                   |      |     | Mihret 17'    |                                             |  |

| 2 de mayo de 2005 | Mtibwa Sugar FC | 0:2 | APR FC                 | Sheikh Amri Abeid Stadium, Arusha, Tanzania |  |
|                   |                 |     | Lomani 2' · Kizito 88' |                                             |  |

| Club            | G | E | P | GF | GC | Pts |
| --------------- | - | - | - | -- | -- | --- |
| APR FC          | 4 | 0 | 0 | 10 | 1  | 12  |
| Mtibwa Sugar FC | 2 | 1 | 1 | 6  | 5  | 7   |
| Awassa Kanema   | 1 | 2 | 1 | 4  | 4  | 5   |
| Ulinzi Stars    | 1 | 1 | 2 | 4  | 6  | 4   |
| KMKM            | 0 | 0 | 4 | 0  | 8  | 0   |

## Semifinales
| 5 de mayo de 2005 | Villa SC      | 1:0 | Mtibwa Sugar FC | CCM Kirumba Stadium, Mwanza, Tanzania |  |
|                   | Ssempijja 61' |     |                 |                                       |  |

| 5 de mayo de 2005 | APR FC     | 1:1 (4-3 p) | Rayon Sport       | Sheikh Amri Abeid Stadium, Arusha, Tanzania |  |
|                   | Kizito 44' |             | Tabula 84' (a.g.) |                                             |  |

## Tercer Lugar
| 7 de mayo de 2005 | Mtibwa Sugar FC | 0:0 (2-4 p) | Rayon Sport    | CCM Kirumba Stadium, Mwanza, Tanzania |                                |
|                   | Zorigt 8'       |             | L. Dodoz 90+1' | Asistencia: 2.245 espectadores        | Asistencia: 2.245 espectadores |

## Final
| 8 de mayo de 2005 | Villa SC                        | 3:0 | APR FC | Sheikh Amri Abeid Stadium, Arusha, Tanzania |  |
|                   | Ssetongo 44' · Mwalala 52', 90' |     |        |                                             |  |

## Campeón
| Copa Interclubes Kagame 2005 |
| ---------------------------- |
| Bandera de Uganda            |
| Villa SC 3º Título           |